# Deutsche Schwertlilie
Die Deutsche Schwertlilie (Iris × germanica), auch Ritter-Schwertlilie, Blaue Schwertlilie und Echte Schwertlilie genannt, ist eine Hybride und gehört zur Gruppe der Bart-Iriden.

## Beschreibung

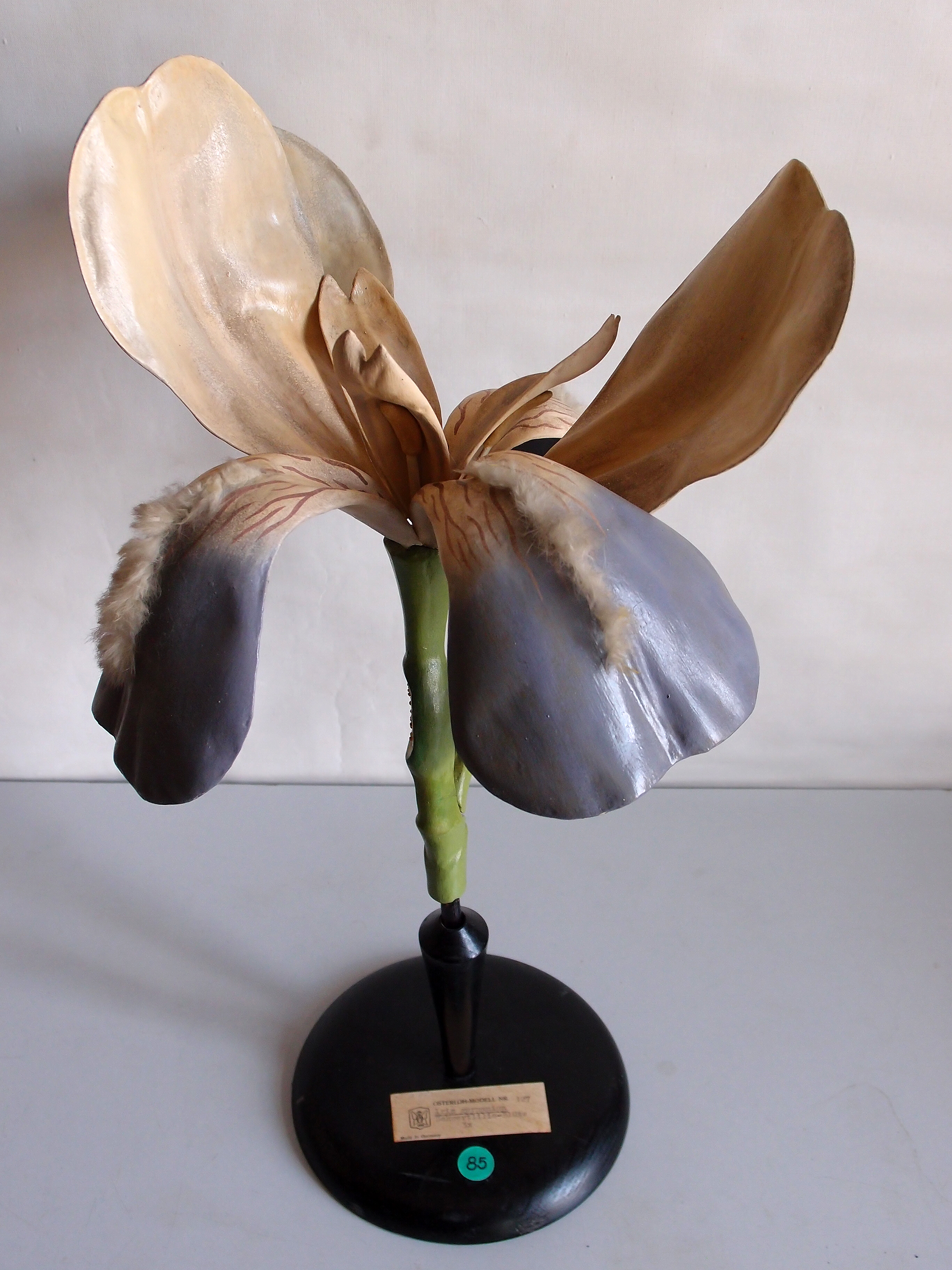
Modell der Blüte einer Schwertlilie, Botanisches Museum Greifswald

Die Deutsche Schwertlilie ist eine ausdauernde krautige Pflanze, die Wuchshöhen von 30 bis 80 Zentimetern erreicht. Der aufrechte Stängel ist rund und wenig verzweigt. Die Laubblätter sind zweizeilig reitend. 
Die Hochblätter sind am Rand trockenhäutig. Die zwittrigen Blüten sind dreizählig. Das äußere Perigon ist dunkel-, das innere hellviolett (selten gelb) und nur am Grund geadert. Der Bart auf dem äußeren Perigon ist gelb. Die Staubblätter sind so lang wie die Staubbeutel.
Die Chromosomenzahl beträgt 2n = 44, seltener 24, 34, 48 oder 60.

## Ökologie
Die Deutsche Schwertlilie ist ein Hemikryptophyt mit dickem, stark verzweigtem Rhizom. Man vermutet, dass es sich um einen Bastard handelt, die Eltern sind aber unbekannt. In Deutschland ist die Pflanze steril und lässt sich deshalb nur durch Rhizomteilung vermehren; im Mittelmeerraum dagegen fruchtet sie. 
Die Blüten sind dreizählig: auf drei äußere nach unten gebogene, lange Blütenblätter („Hängeblätter“) folgen in den Lücken drei kürzere, sogenannte „Domblätter“, die aufrecht stehen und bogig nach innen weisen. Über die Bärte legen sich die Narbenlappen mit blütenblattähnlichen Ästen eng auf die „Hängeblätter“ geschmiegt, indem sie je ein fertiles Staubblatt in ihre Mitte nehmen. An der Basis dieses Komplexes wird Nektar abgeschieden. Jede Einzelblüte enthält drei solcher Komplexe, die von den Besuchern auch getrennt angeflogen und bestäubt werden. Dadurch wird auch jedes Samenfach des dreiteiligen Fruchtknotens getrennt befruchtet.
Die Blüten werden durch Hymenoptera (Hummeln, Bienen) und Schwebfliegen bestäubt. Blütezeit: Mai bis Juni. 
Iris ×germanica ist weitgehend steril und bildet nur nach Fremdbestäubung in Ausnahmefällen dreispaltige Kapselfrüchte.

## Vorkommen und Verbreitung
Herkunft: Es handelt sich um eine Burgenpflanze, eine alte „Kulturhybride“ aus der südosteuropäischen Iris lutescens s.str. und einer Sippe der südosteuropäisch-kleinasiatischen Artengruppe um Iris mesopotamica s.l.
Als Zauberpflanzen wurden Schwertlilien zur Feindabwehr auf Burgfelsen gepflanzt und bei Belagerungen ausgegraben und zur eigenen Burg verschleppt. Dadurch kam es zu den alten Hybriden wie Iris × germanica mit ihrem Albino 'Florentina', Iris × sambucina mit ihren Klongruppen 'Squalens', 'Flavescens' und 'Neglecta' sowie genetisch stabilen Kulturarten wie Iris pallida (Bleiche Schwertlilie, von Iris pseudopallida abstammend) und Iris aphylla s.l. (Nacktstängel-Schwertlilie, von Iris furcata abstammend). 
Es handelt sich um eine alte Gartenpflanze, die öfter verwildert und im deutschsprachigen Raum bereits seit dem Mittelalter eingebürgert ist und auch den Namen „Blaue Lilie“ trug. Sie ist an Weinbergsmauern und in grasigen Böschungen, auf warmem, meist kalkhaltigen Boden zu finden. Nach Ellenberg ist es eine Lichtpflanze, ein Trockniszeiger und eine schwache Ordnungscharakterart subozeanischer Trocken- und Halbtrockenrasen (Pflanzengesellschaft Ordnung Brometalia erecti).
Die Deutsche Schwertlilie wurde früher aufgeteilt in Iris germanica L. var. germanica (Deutsche Schwertlilie) und Iris germanica L. var. florentina Dykes bzw. Iris florentina auct. vix L. (Florentiner Schwertlilie).

## Inhaltsstoffe und Verwendung

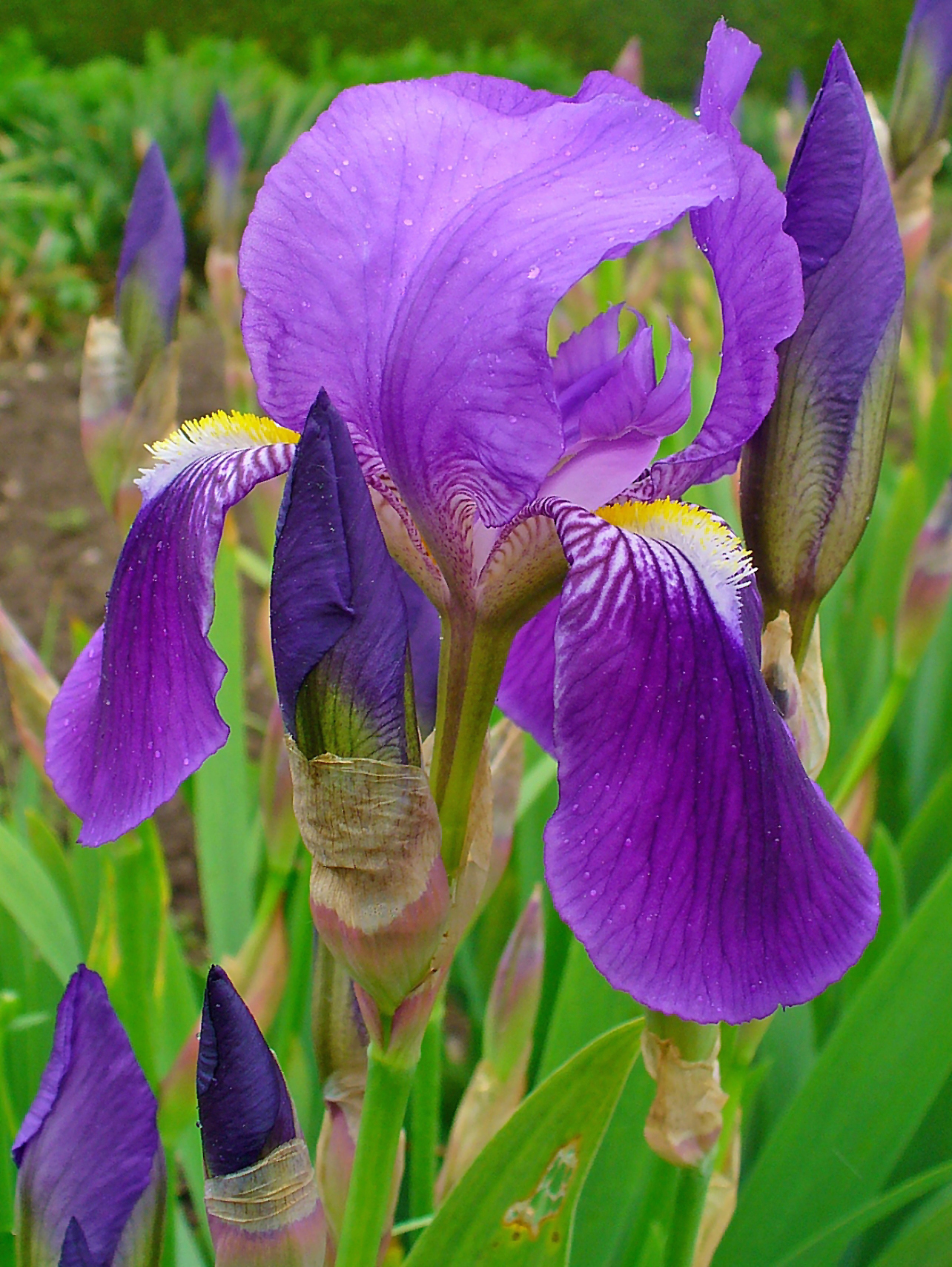
Blüte

Das Rhizom (der Wurzelstock), auch „Veilchenwurzel“ und „Schwertelwurzel“ genannt, wurde früher wie die „Gelbe Schwertlilie“ (Iris pseudacorus) therapeutisch genutzt; eine Heilwirkung ist allerdings nicht nachgewiesen.
Das Rhizom liefert aber heute noch Material für die Parfümindustrie, da es ca. 0,1–0,2 % ätherisches Öl enthält. Dieses sogenannte „Veilchenwurzelöl“ wird durch Wasserdampfdestillation des geschälten, getrockneten und gemahlenen Wurzelstocks gewonnen. Es riecht veilchenähnlich und hat einen hohen Gehalt an Myristinsäure und anderen Fettsäuren. Hauptriechstoffe sind Irone. Irone selbst sind allerdings nicht im Wurzelstock enthalten, sondern entstehen erst beim Gewinnungsprozess aus Iridalen. Das Irisöl (lateinisch Oleum irinum) gehört zu den kostbarsten Naturprodukten. Es wird daher nur in allerkleinsten Dosierungen z. B. für hochwertige Parfüms oder zur Aromatisierung von Lebensmitteln, Likören, Süß- und Backwaren verwendet.
Außerdem wird das getrocknete Rhizom in kleinen Stücken auch als Zahnungshilfe bei Babys verwandt.

## Mythologie
Schwertlilien sind Pflanzen der griechischen Götterbotin Iris, die die Seelen der Verstorbenen entlang einem Regenbogen in das Reich des ewigen Friedens zu führen hatte. Noch heute schmückt man im Orient Gräber mit weißen oder blauen Schwertlilien. In der christlichen Symbolik wurde die auch lilium caeleste (von caelestis: ‚himmlisch‘, ‚himmelblau‘) und Blaue Gilge genannte Blume Iris zur Überbringerin göttlicher Botschaften und der Regenbogen selbst zum Zeichen des neuen Bundes zwischen Gott und den Menschen und ein Zeichen der Versöhnungsbereitschaft Gottes nach der Sintflut.